# Tod einer Polizistin
Tod einer Polizistin ist ein deutscher Fernsehfilm des Regisseurs Matti Geschonneck aus dem Jahr 2012. In den Hauptrollen sind Götz George, Jürgen Vogel, Rosalie Thomass und Uwe Kockisch zu sehen.

## Handlung
Nach 15 Jahren Haft hofft Frank Keller, dass seinem Antrag auf Aussetzung der anschließenden Sicherungsverwahrung stattgegeben wird. Als die Staatsanwaltschaft dies ablehnt, nimmt Keller seine Anwältin Nina Klingen als Geisel und flieht. Nina Klingen, die an Diabetes leidet, lässt er gefesselt in einem Wagen in einer Werkstatt zurück, deren Leiter die Anwältin später ohnmächtig auffindet und entgegen Kellers Anordnung in ein Krankenhaus bringt. Keller schlägt den Mann dafür zusammen.
Keller wurde seinerzeit zu einer Haftstrafe verurteilt, weil er vor 15 Jahren als kleiner Drogendealer die junge Polizistin Dagmar Reuter erschossen haben soll. Sie arbeitete damals mit Bruno Theweleit und Günther Lehmann zusammen; Theweleits Aussage vor Gericht führte maßgeblich zu Kellers Haftstrafe. Während Hauptkommissar  Theweleit inzwischen in Polizeikreisen als Legende gilt und pensioniert ist, aber weiter als Dozent an der Polizeiakademie arbeitet, ist Lehmann noch im Dienst und übernimmt die Ermittlung im Fall Keller. Aufgrund der außergewöhnlichen Situation werden zu dem Fall auch Kommissarsanwärter, darunter die Polizistin Lena Frey, herangezogen. Sie rettet Theweleit, als dieser von Keller in seinem eigenen Haus angegriffen wird, und wird schließlich zusammen mit einem Kollegen abgestellt, um Theweleits Personenschutz zu gewährleisten. Auch andere Personen aus Kellers Vergangenheit erhalten Besuch, so Eden Nasrallah, die Schwester von Kellers damaligem Kompagnon Samir. Samir hat sich sofort nach der Nachricht von Kellers Flucht versteckt, will sich jedoch auf keinen Fall der Polizei stellen. Theweleit wiederum will auf keinen Fall untätig bleiben, auch wenn er offiziell nicht im Fall ermittelt. Er sucht Kellers Tochter auf eigene Faust auf, wobei er von Lena Frey begleitet wird. Sie erfährt von der Tochter, dass Keller bei ihr war und währenddessen einen Anruf von einem gewissen Gadaffi erhalten habe. Mit Theweleit sucht sie Gadaffi auf und trifft in einem Nebengebäude auf Keller, dem es gelingt, ihr die Waffe zu entwenden. Bevor er flieht, beschwört er Lena, dass er die Polizistin damals nicht erschossen habe. Er vermutet in Samir den Täter.
Lena Frey kommen Zweifel an der Täterschaft Kellers. Sie beginnt nachzuforschen und findet immer mehr Ungereimtheiten in den Aussagen der Ermittler von damals, aber auch im Verlauf der Gerichtsverhandlung, bei der Keller am Ende auf Anraten seiner Anwältin die Tat zugab, weil er hoffte, so mit 15 Jahren Haft davonzukommen. Dennoch wurde er zu anschließender Sicherungsverwahrung verurteilt – ein Strafmaß, das er auch bei Leugnen der Täterschaft erhalten hätte. Lena Freys Nachforschungen stoßen bei ihren Vorgesetzten auf Kritik. Da Frey Theweleit beschuldigt, Keller als Täter sehen zu wollen, egal ob er es gewesen sei oder nicht, wird sie auf Theweleits Wunsch in den Innendienst versetzt.
Keller findet unterdessen Eden, die sich vergeblich vor ihm versteckt hatte. Er droht, ihr Kind mit kochendem Wasser zu übergießen, wenn sie ihm nicht Samirs Aufenthaltsort sage. Sie lügt ihn an. Kurze Zeit später trifft die Polizei bei ihr ein und sie gesteht den Ermittlern, wo Samir sich aufhält. Dieser spricht unterdessen eine Aussage auf sein Smartphone und flieht kurz darauf vor den eintreffenden Polizisten. Lehmann sieht, wie Samir flieht, und folgt ihm. Er erfährt von ihm, dass sich Keller im U-Bahn-Schacht Gleisdreieck aufhalte. Nach dieser Information ersticht Lehmann Samir. Er begibt sich zu Theweleit, dem er den aktuellen Aufenthaltsort von Keller verrät. Lena Frey findet Samirs Leiche und auch sein Smartphone. In seiner Aufnahme berichtet Samir, wie Theweleit Reuter damals in einem Überraschungsreflex erschossen habe. Da Keller zu diesem Zeitpunkt ohnmächtig war, habe Theweleit seine Waffe in Kellers Hand gelegt und Samir zur Verschwiegenheit verpflichtet. Lehmann wird festgenommen. Die Polizisten erfahren von ihm, dass Theweleit auf dem Weg zu Keller ist. Sie fahren zum angegebenen Aufenthaltsort von Keller. Dort kommt es gerade zur Konfrontation zwischen Keller und Theweleit, bei der Theweleit zugibt, die Kollegin damals erschossen zu haben. Er meint, dass Keller früher oder später sowieso jemanden erschossen hätte und zeigt seine Verachtung über „minderwertige“ Personen wie Keller. Als er seine Waffe auf Keller richtet, erschießt dieser ihn. Keller wird von den anrückenden Polizeibeamten verhaftet. Es stellt sich heraus, dass Theweleits Waffe nicht geladen war, er also in Kauf nahm, von Keller erschossen zu werden, um ihn im Nachhinein doch noch zu einem Mörder zu machen.

## Produktion
Tod einer Polizistin wurde vom 20. März bis 25. April 2012 unter dem Arbeitstitel Endspiel in Berlin und Umgebung gedreht. Der Film erlebte am 3. Oktober 2012 auf dem Filmfest Hamburg im Cinemaxx 3 seine Premiere. Die Fernseh-Erstausstrahlung erfolgte am 14. Januar 2013 im ZDF. Dabei wurde der Film von 6,87 Millionen Zuschauern gesehen (Marktanteil 20,3 Prozent).
Im Juli 2013 erschien Tod einer Polizistin auf DVD.

## Kritik
Für den film-dienst war Tod einer Polizistin ein „spannender, vorzüglich gespielter und dicht inszenierter (Fernseh-)Kriminalfilm, der auf grelle visuelle Effekte verzichtet und sich ganz auf die Auslotung der Charaktere konzentriert.“ Das Hamburger Abendblatt nannte den Film „kühl ausgeleuchtet…“ und befand, dass der Film „spannend bleibt bis zum (im Gegensatz zum lakonischen Grundton und der Eleganz des restlichen Films etwas ruckeligen) Schluss.“
Die Frankfurter Allgemeine Zeitung kritisierte, dass Regisseur Geschonneck bei dem Film „jenseits einer recht geläufigen Spannungsdramaturgie à la ‚Tatort‘ oder ‚Polizeiruf‘ kaum etwas einfallen [will] – und wenn ihm etwas einfällt, wirkt es auch mal unfreiwillig komisch.“ Auch die TV Spielfilm empfand den Film als „kühl gefilmt, mit exzellenter Besetzung“. Für den Focus war Tod einer Polizistin hingegen „der bessere ‚Tatort‘“, der „frei vom Serienzwang zur Mittelmäßigkeit für die Masse“ überrage.